# صبحي توفيق
صبحي توفيق (20 ديسمبر 1968-)اشتهر فترة التسعينات ولقب بمطرب القدود

## مشواره المهني
بدأ الغناء منذ عام 1994، صدفة بعد تعرَّفه على الملحن نقولا سعادة نخلة، حيث أصدر أول أغنية له تحمل عنوان «طول ما أنت غايب» أتقن أداء القدود الحلبية والموشحات ويقول: «كنت أحب الموسيقى في صغري، لكنني لم أستهوِِ الفن أو يخطر لي أن أستمر فيه حتى أطلقتني أغنية "طول ما أنت غايب"». وأضاف: «لا اظهر بإستمرار على الساحة الفنية لأن إنتاجي خاص وسيستمر على هذا النحو».

## ألبومات[5]
| الألبوم         | العام | المنتج                  |
| --------------- | ----- | ----------------------- |
| طول ما أنت غايب | 1994  | بدويست فون              |
| عجبك كده        | 1998  | بدويست فون              |
| إتغير           |       | ميوزيك بوكس إنترنتشونال |

## أغاني مصورة
| الأغنية         | المخرج     | المنتج     | العام |
| --------------- | ---------- | ---------- | ----- |
| طول ما أنت غايب | فواز جابر  | بدويست فون | 1994  |
| عجبك كده        | أكرم قاووق | بدويست فون | 1998  |
| قصتنا الغريبة   | رندلى قديح | إنتاج خاص  | 2008  |
| شوف             | رندلى قديح | إنتاج خاص  | 2008  |

## جوائز
- لبنان: جائزة أجمل أغنية طربية «طول ما أنت غايب» لعام 1994[6]